# 过度包装
过度包装是指使用材料过多、分量过重、体积过大、成本过高、装潢过于华丽的包裝。廠商經常过度包装作為塑造產品形象以及吸引消費者購買的工具。华丽的包装多采用鲜艳和难降解的材料，对环境的危害较大。例如某中秋月餅禮盒共有17層包裝，禮品的包裝材料比重為90%，包裝材料重量為裡面月餅的九倍重，因此引起了「是在買月餅還是在買包裝」的質疑。所以过度包装会浪费大量资源，增加垃圾量，加重消费者的经济负担以及污染环境。
2010年4月，中國国家强制性标准《限制商品过度包装要求 食品和化妆品》开始实施。2014年，《广州市限制商品过度包装管理暂行办法》出台，廣州當局試圖通过六大措施整治过度包装。2020年，上海市市场监管局对电商平台商品包装抽查时发现，50批次商品中有12批次涉嫌过度包装，其中化妆品包装不合格率达70%。2021年9月，市场监管总局新修订发布《限制商品过度包装要求食品和化妆品》。2022年9月1日，国务院办公厅發佈《国务院办公厅关于进一步加强商品过度包装治理的通知》整治過度包裝。
為了改善過度包裝的問題，還有許多科學家研究可能性的替代方案。例如開發可降解包裝。